# Partido Democrático do Turquemenistão
O Partido Democrático do Turquemenistão (turquemeno: Türkmenistanyě Demokratik Partiýasy; TDP) tem sido o partido político governante do Turquemenistão desde 1991.
O partido foi liderado pelo ex-líder do Partido Comunista, Saparmyrat Nyýazow, desde a dissolução da União Soviética no início da década de 1990 até sua morte em 2006. Em 2013, o presidente Gurbanguly Berdimuhammedow suspendeu sua filiação partidária durante a sua presidência. O atual líder é Ata Serdarow. Seu governo é descrito como autoritário.

## História
O TDP foi criado após a dissolução da União Soviética como um partido sucessor do Partido Comunista do Turquemenistão. A estrutura interna do antigo partido foi efetivamente inalterada na transição, assim como a velha guarda. O TDP enfrentou desafios limitados e esporádicos de partidos políticos alternativos no passado, mas nunca enfrentou um desafio significativo durante uma eleição devido à natureza muitas vezes repressiva da política no país. Os partidos de oposição são geralmente esmagados antes de fazer qualquer motivo significativo na opinião pública. Esse tem sido o caso mesmo após a legalização formal dos partidos de oposição em 2010.

## Presidentes
| N.º        | Retrato    | Nome (Nascimento-Morte)           | Início do mandato      | Fim do mandato         |
| Presidente | Presidente | Presidente                        | Presidente             | Presidente             |
| ---------- | ---------- | --------------------------------- | ---------------------- | ---------------------- |
| 1          |            | Saparmyrat Nyýazow (1940-2006)    | 16 de dezembro de 1991 | 21 de dezembro de 2006 |
| 2          |            | Gurbanguly Berdimuhamedow (1957-) | 4 de agosto de 2007    | 18 de agosto de 2013   |
| 3          |            | Kasymguly Babaýew (1966-)         | 18 de agosto de 2013   | 3 de abril de 2018     |
| 4          |            | Ata Serdarow (1964-)              | 3 de abril de 2018     | presente               |

## Políticas
Devido à falta de partidos de oposição para disputar o governo, o TDP controla a maioria, se não todas, indústrias de receitas significativas diretamente. O planejamento central é um elemento-chave da política partidária e serve como base de funcionalidade para os serviços governamentais. A ideologia do partido sobre o "nacionalismo turquemeno" foi teorizada pelo ex-líder do partido Saparmyrat Nyýazow com o propósito de uma ideologia autoritária do Estado no Turquemenistão.

## Resultados eleitorais

### Eleições presidenciais
| Eleição | Candidato                 | Votos     | %      | Resultado |
| ------- | ------------------------- | --------- | ------ | --------- |
| 1992    | Saparmyrat Nyýazow        | 1,874,357 | 99.50% | Eleito    |
| 2007    | Gurbanguly Berdimuhamedow | 2,357,120 | 89.23% | Eleito    |
| 2012    | Gurbanguly Berdimuhamedow | 2,806,265 | 97.14% | Eleito    |
| 2017    | Gurbanguly Berdimuhamedow | 3,090,610 | 97.69% | Eleito    |
| 2022    | Serdar Berdimuhamedow     |           | 72.97% | Eleito    |

### Eleições parlamentares
| Eleição | Votos     | %     | Assentos  | +/-     | Status  |
| ------- | --------- | ----- | --------- | ------- | ------- |
| 1994    | 2.008.701 | 100.0 | 50 / 50   |         | Governo |
| 1999    | 2,224,537 | 100.0 | 50 / 50   | Estável | Governo |
| 2004    | 1.915.000 | 100.0 | 50 / 50   | Estável | Governo |
| 2008    | N/D       | 100.0 | 125 / 125 | 75      | Governo |
| 2013    | N/D       | N/D   | 47 / 125  | 78      | Governo |
| 2018    | N/D       | N/D   | 55 / 125  | 8       | Governo |